# Virum (parochie)
Virum is een parochie van de Deense Volkskerk in de Deense gemeente Lyngby-Taarbæk. De parochie maakt deel uit van het bisdom Helsingør en telt 8774 kerkleden op een bevolking van 10718 (2004). 
De parochie werd tot 1970 gerekend onder Sokkelund Herred. In dat jaar werd de parochie opgenomen in de nieuwe gemeente Lyngby-Taarbæk.
Alsønderup · Annisse · Asminderød · Avedøre · Bagsværd · Ballerup · Birkerød · Bistrup · Blistrup · Blovstrød · Brøndby Strand · Brøndbyøster · Brøndbyvester · Buddinge · Christians · Draaby · Dyssegård · Egebæksvang · Engholm · Esbønderup · Farum · Ferslev · Fløng · Frederiksborg Slotssogn · Frederikssund · Frederiksværk · Gadevang Kirkedistrikt · Gammel Holte · Ganløse · Gentofte · Gerlev · Gilleleje · Gladsaxe · Glostrup · Gørløse · Græse · Græsted · Grøndalslund · Grønholt · Grønnevang · Gurre Kirkedistrikt · Haralds · Hareskov Kirkedistrikt · Hedehusene · Hellebæk · Hellerup · Helleruplund · Helsinge · Hendriksholm · Herlev · Herstedøster · Herstedvester · Hillerød · Høje Tåstrup · Hornbæk · Hørsholm · Humlebæk · Hvidovre · Ishøj · Islebjerg · Islev · Jægersborg · Jørlunde · Karlebo · Kokkedal · Kongens Lyngby · Kregme · Krogstrup · Kyndby · Ledøje · Lille Lyngby · Lillerød · Lindehøj · Lundtofte · Lynge · Maglegårds · Måløv · Mårum · Melby · Mørdrup · Mørkhøj · Nærum · Nødebo · Nørre Herlev · Ny Holte · Nygårds · Ølsted · Ølstykke · Oppe Sundby · Opstandelseskirkens · Ordrup · Pederstrup · Præstebro · Præstevang · Ramløse · Reerslev · Risbjerg · Rødovre · Rønnevang · Rungsted · Sankt Mariæ · Sankt Olai · Selsø · Sengeløse · Sigerslevvester · Skævinge · Skibby · Skoven Kirkedistrikt · Skovlunde · Skovshoved · Skuldelev · Slagslunde · Slangerup · Smørum · Snostrup · Søborg · Søborggård · Søborgmagle · Søllerød · Sorgenfri · Stengård · Stenløse · Sthens · Strandmarks · Strø · Taarbæk · Tåstrup Nykirke · Tibirke · Tikøb · Tjæreby · Torslunde · Torup · Uggeløse · Ullerød · Uvelse · Værløse · Valby · Vallensbæk · Vangede · Vedbæk · Vejby · Veksø · Vellerup · Vestervang · Villingerød · Vinderød · Virum